# 7 (мини-альбом)
| Совокупная оценка    | Совокупная оценка |
| Источник             | Оценка            |
| -------------------- | ----------------- |
| Metacritic           | 56/100            |
| Оценки критиков      |                   |
| Источник             | Оценка            |
| AllMusic             | [ 3 ]             |
| Consequence of Sound | C+                |
| Pitchfork            | 4.3/10            |
| Rolling Stone        | [ 6 ]             |

7 — дебютный мини-альбом американского рэпера Lil Nas X 21 июня 2019 года. В продюсировании участвовали Райан Теддер, Boi-1da, Трент Резнор (из Nine Inch Nails), Трэвис Баркер (Blink-182) и другие. В записи участвовали Билли Рэй Сайрус («Old Town Road») и Карди Би («Rodeo»).

## История
Lil Nas X анонсировал выход мини-альбома «7» 18 мая 2019 года во всех социальных медиа и платформах, объявив дату релиза на июнь 2019 года. Этот тизер включал в себя фрагмент песни, описанной Робом Аркандом из журнала Spin, как «пение в стиле трэп-поп через невнятную тягу автонастройки». Lil Nas X заявил, что его мини-альбом будет включать совместную запись с «одним из моих любимых музыкантов».

## Синглы
«Old Town Road» был выпущен в качестве сингла с мини-альбома 3 декабря 2018 года, достигнув вершины американского чарта Billboard Hot 100. 5 апреля 2019 года был выпущен ремикс с участием Билли Рэй Сайрус в качестве второго сингла мини-альбома и сменил сольную версию в чарте, находясь в нём 16 недель. «Panini» был выпущен как третий сингл с мини-альбома 20 июня 2019 года.

## Отзывы
Альбом получил положительные и смешанные отзывы музыкальных критиков и интернет-изданий. Микаэль Вуд в газете Los Angeles Times назвал его одним из лучших дебютов года, а песни «7» «яркими, веселыми, полными чувств и в высшей степени запоминающимися». Бриттани Спанос из журнала Rolling Stone похвалила мини-альбом за «сбалансированную серьезность и игривость», но заметила, что «Тем не менее, он оставляет больше вопросов, чем ответов о том, кем и чем хочет быть Lil Nas X».
Другие отзывы были более негативными. Брайан Джозефс из Entertainment Weekly критиковал его «неудавшуюся универсальность», резюмируя в итоге: «С „7“ слишком мало убеждения, чтобы сказать, что Lil Nas X хочет сделать полноценный проект. В лучшем случае, есть набор полуобдуманных песен». Альфонс Пьер дал отрицательный обзор мини-альбома для сетевого издания Pitchfork, комментируя: «Для всего „7“ неясно, действительно ли Lil Nas X любит музыку […]. Мини-альбом в конечном итоге становится набором слабого […] контента, созданного лишь ради оправдания его существования».

### Награды и номинации
| Награда | Год  | Категория          | Результат | Ссылка |
| ------- | ---- | ------------------ | --------- | ------ |
| Грэмми  | 2020 | Лучший альбом года | Номинация | [ 14 ] |

## Коммерческий успех
7 дебютировал на втором месте в американском хит-параде Billboard 200 с тиражом 77,000 альбомных эквивалентных единиц (включая 4,000 чистых продаж альбомов). Во вторую неделю релиза мини-альбома оставался на втором месте Billboard 200 с тиражом 62,800 единиц.

## Список композиций
По данным Tidal.
| №                   | Название                                                | Автор(ы)                                                                                           | Продюсеры                                                | Длительность |
| ------------------- | ------------------------------------------------------- | -------------------------------------------------------------------------------------------------- | -------------------------------------------------------- | ------------ |
| 1.                  | «Old Town Road (Remix)» (при участии Билли Рэй Сайруса) | Монтеро Ламар Хилл Майкл Трент Резнор [c] Аттикус Мэтью Росс [c] Билли Рэй Сайрус Джоселин Дональд | YoungKio Росс Трент Резнор                               | 2:37         |
| 2.                  | «Panini»                                                | Хилл Дензел Баптист Дэвид Бирал Оладипо Омишор Курт Кобейн [d]                                     | Take a Daytrip Dot da Genius [a]                         | 1:55         |
| 3.                  | «F9mily (You & Me)»                                     | Хилл Трэвис Баркер                                                                                 | Баркер                                                   | 2:43         |
| 4.                  | «Kick It»                                               | Хилл Андре Карнелл Робертсон Дариен Энтони Банкхэд Инка Банкол                                     | Bizness Boi Fwdslxsh Alone In A Boy Band Thomas Cullison | 2:22         |
| 5.                  | «Rodeo» (вместе с Карди Би)                             | Хилл Белкалис Алманзар Дэвид Бирал Дензел Баптист Рой Денз Раз Чел                                 | Take a Daytrip Lenzo Chell                               | 2:39         |
| 6.                  | «Bring U Down»                                          | Хилл Райан Теддер Зак Скелтон                                                                      | Райан Теддер Скелтон                                     | 2:12         |
| 7.                  | «C7osure (You Like)»                                    | Хилл Алан Риттер Мэттью Джеху Самуелс                                                              | Boi-1da Риттер Abaz [b] X-Plosive [b]                    | 2:23         |
| 8.                  | «Old Town Road»                                         | Хилл Росс [c] Резнор [c]                                                                           | Youngkio Росс Трент Резнор                               | 1:53         |
| Общая длительность: | Общая длительность:                                     | Общая длительность:                                                                                | Общая длительность:                                      | 18:44        |

Замечания
- ↑  сопродюсер
- ↑  дополнительный сопродюсер

Сэмплы
- ↑  «Old Town Road (Remix)» и «Old Town Road» содержат сэмплы из «34 Ghosts IV», написанной Трентом Резнором и Аттикусом Россом и исполненной группой Nine Inch Nails.
- ↑  «Panini» включает элементы песни «In Bloom», написанной Куртом Кобейном и исполненной группой Nirvana[12].

## Участники записи
По данным Tidal.
- Lil Nas X — основной вокал, производство (4 трек)
- Карди Би — основной вокал (5 трек)
- Билли Рэй Сайрус — приглашенный артист (1 трек)
- Jocelyn «Jozzy» Donald — фоновый вокал (1 трек)
- Райан Теддер — фоновый вокал (6 трек), производство (6 трек), бас (6 трек), барабаны (6 трек), гитара (6 трек)
- Zach Skelton — фоновый вокал (6 трек), производство (6 трек), бас (6 трек), барабаны (6 трек), электрогитара (6 трек)
- YoungKio — производство (1, 8 трек)
- Аттикус Росс — производство (1, 8 трек)
- Трент Резнор — производство (1, 8 трек)
- Take a Daytrip — производство (1, 8 трек)
- Трэвис Баркер — производство (3 трек)
- Bizness — производство (4 трек)
- BoiFwdslxsh — производство (4 трек)
- Alone In A Boy Band — производство (4 трек)
- Roy Lenzo — производство (5 трек)
- Russ Chell — производство (5 трек)
- Boi-1da — производство (7 трек)
- Allen Ritter — производство (7 трек)
- Dot da Genius — сопроизводство (2 трек)
- Abaz — разное производство (7 трек)
- X-Plosive — разное производство (7 трек)
- Jahaan Sweet — разное производство (7 трек)
- Stephen «Johan» Feigenbaum — струны (4 трек)
- Yasmeen Al-Mazeedi — скрипка (4 трек)
- Eddie Benjamin — бас (6 трек)

## Чарты
| Чарт (2019)                            | Высшая позиция |
| -------------------------------------- | -------------- |
| Австралия (ARIA)                       | 5              |
| Австрия (Ö3 Austria)                   | 72             |
| Бельгия/Фландрия (Ultratop)            | 37             |
| Бельгия/Валлония (Ultratop)            | 63             |
| Канада (Canadian Albums Chart)         | 1              |
| Дания (Hitlisten)                      | 9              |
| Финляндия (Suomen virallinen lista)    | 9              |
| Франция (SNEP)                         | 15             |
| Исландия (Tonlist)                     | 4              |
| Ирландия (IRMA)                        | 11             |
| Италия (Classifica album)              | 76             |
| Новая Зеландия (RMNZ)                  | 5              |
| Швеция (Sverigetopplistan)             | 14             |
| Швейцария (Schweizer Hitparade)        | 63             |
| Великобритания (UK Albums Chart)       | 23             |
| США Billboard 200                      | 2              |
| США Top R&B/Hip-Hop Albums (Billboard) | 1              |
| США Rolling Stone 200                  | 2              |

## Сертификации
| Регион | Сертификация  | Продажи   |
| --- | ------------- | --------- |
| Бразилия (ABPD) | 3× Платиновый | 120 000   |
| Канада (Music Canada) | 2× Платиновый | 154,000   |
| Дания (IFPI Danmark) | Золотой       | 10 000    |
| Франция (SNEP) | Золотой       | 50 000    |
| Мексика (AMPROFON) | Золотой       | 30 000    |
| Новая Зеландия (RMNZ) | Золотой       | 7500      |
| Норвегия (IFPI Norway) | Платиновый    | 20 000*   |
| Польша (ZPAV) | Платиновый    | 20 000    |
| Сингапур (RIAS) | Золотой       | 5000*     |
| Швейцария (IFPI Switzerland) | Платиновый    | 20 000    |
| США (RIAA) | 2× Платиновый | 2 000 000 |
| * Данные о продажах приведены только на основе сертификации. · Данные о продажах + прослушиваниях приведены только на основе сертификации. |               |           |